# 佐藤一郎 (汉学家)
佐藤一郎（日语：／ Satō Ichirō，1928年5月27日—2020年2月8日），日本汉学家，慶應義塾大學教授。知名于对中国文学的研究。

## 生平
1928年生于东京府。1950年毕业于慶應義塾大學文学部。此后历任助教授、教授。1991年以《中国文章論》获慶應義塾大學文学博士学位。1993年后，任慶應義塾大學名誉教授、大正大学教授。2000年退休。2020年2月8日下午9时因脑梗塞在神奈川縣横浜市逝世，终年91岁。

## 著作
- . 中国古典新書. 明徳出版社. 1968年.
- . 慶応通信. 1971年.
- . 近代文藝社. 1994年. ISBN 9784773328202.